# پشتیبانان مالی جام ملت‌های اروپا ۲۰۰۸
این مقاله شرکت‌هایی را که در جنبه‌های مختلف، از جام ملت‌های اروپا ۲۰۰۸ پشتیبانی می‌کنند، فهرست می‌کند.

## پشتیبانان جهانی
مسابقات قهرمانی فوتبال اروپا در سال ۲۰۰۸ یازده پشتیبان رسمی جهانی دارد:
- آدیداس
- بنکیو
- کسترول
- کونتیننتال آ گ
- کارلزبرگ
- کوکا کولا
- کیا موتورز and هیوندای موتور - official vehicle providers
- جی‌وی‌سی کنوود کورپوریشن
- کاتای پاسیفیک
- پاناسونیک
- شارپ
- سونی
- Alfred Dunhill
- Raymond Weil
- تگ هویر
- Fuji Xerox
- فوجیتسو
- کونیکا مینولتا
- هیتاچی
- کاسیو
- زیمنس
- نوکیا
- موتورولا
- هواپیمایی مالزی
- هواپیمایی فیلیپین
- رویال برونئی
- گارودا ایندونزیا
- خطوط هوایی ژاپن
- هواپیمایی شرقی چین
- سیتی‌بانک
- ای‌بی‌ان آمرو
- گروه بین‌المللی آمریکایی
- آلیانتس
- آکسا
- استاندارد چارترد
- جی. پی. مورگان اند کو.
- چیس
- گروه آی‌ان‌جی
- پرودنشال پی‌ال‌سی
- بی‌ان‌پی پاریبا
- Tokio Marine Nichido
- مت‌لایف
- سان لایف فایننشل
- ایتنا
- مؤسسه معماران آمریکا
- MC Life
- فیلا (شرکت)
- پوما اس‌ای
- نایکی
- رولکس
- سیکو (شرکت)
- سیتیزن
- آمریکن اکسپرس
- Diners Club
- Barclays Capital
- Bank of America Merrill Lynch
- سیتی‌گروپ
- کردیت سوئیس
- دویچه بانک
- گلدمن ساکس
- جی‌پی مورگان چیس
- مورگان استنلی
- Nomura Securities
- یوبی‌اس
- سوسیته ژنرال
- گروه بانکداری استرالیا و نیوزیلند
- ایرآسیا
- ایر فرانس
- کی‌ال‌ام
- آلیتالیا
- Valuair
- تاپ پرتغال
- هواپیمایی ایبریا
- بریتیش ایرویز
- آئروفلوت
- ایر کانادا
- امریکن ایرلاینز
- دلتا ایرلاینز
- کنتیننتال ایرلاینز
- یونایتد ایرلاینز
- یو اس ایرویز
- آئرومکزیکو
- هایت
- Aston International
- هتل‌های چهار فصل
- Hotel Ibis
- JW Marriott Hotels
- Mandarin Oriental Hotel Group
- Novotel
- Ritz-Carlton
- Shangri-La Hotels and Resorts
- هتل‌های شرایتون
- Swiss-Belhotel International
- سامسونگ الکترونیک
- ال‌جی الکترونیک
- ایسر
- اپل
- ایسوس
- فیلیپس
- Haier
- آی‌بی‌ام
- Haier
- هیولت پاکارد
- کامپک
- دل (شرکت)
- TCL Corporation
- توشیبا
- ان‌ای‌سی
- میتسوبیشی الکتریک
- میتسوبیشی موتورز
- میتسوبیشی کورپوریشن
- پایونیر کورپوریشن
- سیکو اپسون
- Changhong
- اینتل
- لنوو
- چاینا تلکام
- چاینا موبایل
- چاینا یونی‌کام
- چانگهوا تلکام
- China Tietong
- زدتی‌ئی
- Konka Group
- Ningbo Bird
- تی-موبایل
- ودافون
- China Mobile Hong Kong Company Limited
- هاچیسون وامپو
- PCCW
- ارتباطات همراه سونی
- تلکام مالزی
- Celcom
- مکزیس
- U Mobile
- دیجی
- Astro
- StarHub TV
- Hong Kong Cable Television
- SkyCable
- TIME broadband
- Astro Nusantara
- Aora TV
- First Media
- TelkonVision
- YesTV
- Indovision
- UniFi
- mio TV
- Global Destiny Cable
- Kristal-Astro
- Colgate
- کولگیت-پالمولیو
- Media Prima
- New Straits Times Press
- سینگ‌تل
- تلسترا
- پروتون هولدینگ
- سیتروئن
- پژو
- رنو
- EuAuto Technology
- سانگ‌یانگ
- تاتا دوو
- دوو موتورز
- دوو الکترونیکس
- فولکس‌واگن
- وسایل نقلیه تجاری فولکس‌واگن
- گروه فولکس‌واگن
- آئودی
- ب ام و
- اوپل
- فیات اتومبیلز
- صنایع فیات
- فیات پروفشنال
- آلفا رومئو
- لانچیا
- استون مارتین
- لوتوس کارز
- تی‌وی‌آر
- جگوار کارز
- جی‌ام‌سی
- شرکت فورد موتور
- جنرال موتورز
- کرایسلر
- داج
- شورولت
- جنرال الکتریک
- جنرال موتورز
- فدکس اکسپرس
- فدکس
- دی‌اچ‌ال
- دویچه پست
- تی‌ان‌تی اکسپرس
- تی‌ان‌تی ان. وی.
- RC Cola
- پپسی
- Big Cola
- A&W Root Beer
- A&W Cream Soda
- A&W Restaurants
- وندیز
- کی‌اف‌سی
- Church's Chicken
- برگر کینگ
- پیتزا هات
- یونیلیور
- Wall's
- جانسون و جانسون
- فایزر
- نوارتیس
- مرک اند کو.
- بایر (شرکت)
- رکیت بنکیزر
- کااو
- Perfetti Van Melle
- Meiji Seika
- نستله
- کدبری
- Jacob's
- گروه کرفت فودز
- هرشیز
- اسنیکرز
- Dove Bar
- شکلات مارس
- Nestlé Milo
- آوالتین
- Wonka Bar
- تابلرون
- بریتیش امریکن توباکو
- دایهاتسو
- ایسوزو
- مزدا
- نیسان
- سوبارو
- سوزوکی
- تویوتا
- یاماها
- اکیورا
- لکسوس
- شرکت ساعت‌سازی اورینت
- Alba
- Timex Group USA
- سواچ
- Montblanc
- M&M's
- لیندت اند اشپرونگلی
- ریگلی
- گلاکسواسمیت‌کلاین
- بریستول-مایرز اسکوئیب
- تاکدا
- پروکتر اند گمبل
- یونایتد پارسل سرویس
- Top TV
- هیتاچی
- دیسکاور کارت
- Japan Credit Bureau
- مسترکارت
- ویزا کارت
- مک‌دونالد
- Celcom
- کانن (شرکت)
- مرسدس بنز

## پشتیبانان مسابقه‌ها
مسترکارد، مک‌دونالد، کارلسبرگ و کوکاکولا پشتیبانی‌کنندگان مسابقات در یورو ۲۰۰۸ هستند.